# Associazione Sportiva Livorno Calcio 2012-2013
Questa voce raccoglie le informazioni riguardanti l'Associazione Sportiva Livorno Calcio nelle competizioni ufficiali della stagione 2012-2013.

## Stagione
Nella stagione 2012-2013 il Livorno ha disputato il ventitreesimo campionato di Serie B della sua storia; al termine della stagione ha ottenuto la promozione in Serie A, a tre anni dall'ultima retrocessione in Serie B, superando l'Empoli nella finale Play-off, rispettando il programma triennale dichiarato dal presidente Spinelli. È un Livorno molto simile a quello che pochi mesi prima si è salvato dalla retrocessione in Lega Pro, ma la squadra amaranto è stata trasformata da Davide Nicola. Disputa un sontuoso girone di andata, nel quale raccoglie 46 punti, poi ha un calo nel girone di ritorno, ma riesce a concludere il campionato al terzo posto, alle spalle delle promosse dirette Sassuolo e Verona. Si è fatto trovare pronto nel momento decisivo della stagione, superando nelle semifinali Play-off il Brescia e nelle finali l'Empoli. Con 23 reti decisivo il contributo offerto dal brasiliano Paulinho, ma notevoli gli apporti di Luca Belingheri con 14 centri e Federico Dionisi con 13 reti. Nella Coppa Italia il Livorno nel secondo turno ha superato (2-1) il Benevento, nel terzo turno ha superato il Perugia (4-1), poi nel quarto turno perde (1-0) a Bologna.

## Divise e sponsor
Il fornitore ufficiale di materiale tecnico per la stagione 2012-2013 è stato Legea, mentre lo sponsor di maglia è stato Banca Carige.
| 1ª divisa | 1ª divisa (alternativa) | 1ª divisa (altra alternativa) | 2ª divisa | 2ª divisa (alternativa) | 3ª divisa |

## Organigramma societario
Area direttiva
- Presidente: Aldo Spinelli
- Vice Presidente: Silvano Siri
- Consigliere: Mauro Malatesta
- Responsabile Finanza: Giovanni Gnecco
- Responsabile Comunicazione: Paolo Nacarlo
- Direttore Sportivo: Elio Signorelli
- Segretari generali: Alessandro Bini e Silvia Scaramelli
- Segretaria organizzativa: Cristina Martorella

Area tecnica
- Responsabile: Attilio Perotti
- Allenatore: Davide Nicola
- Allenatore in seconda: Ezio Gelain
- Preparatore dei portieri: Rossano Berti
- Team Manager: Paolo Nassi
- Magazzinieri: Rossano Bianchi e Massimiliano Lucignano

Area sanitaria
- Responsabile sanitario: Manlio Porcellini
- Massofisioterapista: Gianni Scappini
- Fisioterapisti: Giacomo Bolognesi e Claudio Nencioni

## Rosa
| N. |                     | Ruolo | Calciatore             |
| -- | ------------------- | ----- | ---------------------- |
| 1  | Italia (bandiera)   | P     | Luca Mazzoni           |
| 2  | Italia (bandiera)   | D     | Antonio Meola          |
| 3  | Germania (bandiera) | D     | Giuseppe Gemiti        |
| 4  | Italia (bandiera)   | D     | Alessandro Bernardini  |
| 5  | Italia (bandiera)   | C     | Lorenzo Remedi         |
| 5  | Svizzera (bandiera) | C     | Saulo Decarli          |
| 6  | Italia (bandiera)   | D     | Simone Salviato        |
| 7  | Italia (bandiera)   | C     | Luca Belingheri        |
| 8  | Italia (bandiera)   | A     | Federico Dionisi       |
| 9  | Brasile (bandiera)  | A     | Paulinho               |
| 10 | Italia (bandiera)   | C     | Andrea Luci (capitano) |
| 11 | Italia (bandiera)   | D     | Alessandro Lambrughi   |
| 12 | Italia (bandiera)   | P     | Vincenzo Fiorillo      |
| 15 | Italia (bandiera)   | C     | Andrea Molinelli       |
| 16 | Grecia (bandiera)   | C     | Savvas Gentsoglou      |

| N. |                    | Ruolo | Calciatore          |
| -- | ------------------ | ----- | ------------------- |
| 17 | Italia (bandiera)  | D     | Federico Ceccherini |
| 18 | Italia (bandiera)  | A     | Gastón Cellerino    |
| 20 | Italia (bandiera)  | A     | Simone Dell'Agnello |
| 21 | Austria (bandiera) | C     | Jürgen Prutsch      |
| 21 | Italia (bandiera)  | C     | Antonio Vacca       |
| 23 | Italia (bandiera)  | A     | Antonio Piccolo     |
| 23 | Ghana (bandiera)   | C     | Alfred Duncan       |
| 24 | Italia (bandiera)  | C     | Mirko Bigazzi       |
| 26 | Italia (bandiera)  | A     | Luca Siligardi      |
| 27 | Brasile (bandiera) | D     | Emerson             |
| 30 | Italia (bandiera)  | A     | Tommaso Biasci      |
| 33 | Italia (bandiera)  | P     | Gabriele Aldegani   |
|    | Italia (bandiera)  | P     | Alfonso De Lucia    |
|    | Italia (bandiera)  | D     | Fabrizio Di Bella   |

## Calciomercato

### Sessione estiva(dal 1º/7 al 31/8)
| Acquisti | Acquisti          | Acquisti  | Acquisti                 |
| R.       | Nome              | da        | Modalità                 |
| -------- | ----------------- | --------- | ------------------------ |
| P        | Vincenzo Fiorillo | Sampdoria | prestito                 |
| D        | Emerson           | Reggina   | definitivo               |
| D        | Giuseppe Gemiti   | Novara    | definitivo               |
| C        | Savvas Gentsoglou | Sampdoria | prestito                 |
| C        | Andrea Molinelli  | Genoa     | definitivo               |
| A        | Luca Siligardi    | Inter     | Risoluzione comproprietà |

| Cessioni | Cessioni          | Cessioni | Cessioni      |
| R.       | Nome              | a        | Modalità      |
| -------- | ----------------- | -------- | ------------- |
| P        | Francesco Bardi   | Inter    | fine prestito |
| D        | Fabrizio Di Bella | Barletta | definitivo    |
| D        | Dario Knežević    |          | svincolato    |
| D        | Romano Perticone  | Novara   | definitivo    |
| D        | Mirko Pieri       |          | svincolato    |
| D        | Simone Sini       | Roma     | fine prestito |
| C        | Simone Barone     |          | svincolato    |
| C        | Attila Filkor     | Milan    | fine prestito |
| C        | Matteo Lignani    | CFR Cluj | prestito      |
| C        | Francesco Rampi   | Foligno  | definitivo    |
| A        | Marco Bernacci    | Bologna  | fine prestito |

### Sessione invernale(dal 3/1 al 31/1)
| Acquisti | Acquisti          | Acquisti  | Acquisti                         |
| R.       | Nome              | da        | Modalità                         |
| -------- | ----------------- | --------- | -------------------------------- |
| P        | Gabriele Aldegani | Nocerina  | prestito                         |
| D        | Saulo Decarli     | Chiasso   | prestito con diritto di riscatto |
| C        | Alfred Duncan     | Inter     | prestito                         |
| C        | Antonio Vacca     | Benevento | prestito                         |

| Cessioni | Cessioni         | Cessioni        | Cessioni |
| R.       | Nome             | a               | Modalità |
| -------- | ---------------- | --------------- | -------- |
| P        | Alfonso De Lucia | Nocerina        | prestito |
| D        | Antonio Meola    | Lumezzane       | prestito |
| C        | Jürgen Prutsch   | Barletta        | prestito |
| C        | Lorenzo Remedi   | Pontedera       | prestito |
| A        | Antonio Piccolo  | Virtus Lanciano | prestito |

## Risultati

### Serie B

#### Girone di andata
| Arbitro: | Borriello (Mantova) |

|            |           |                                        |
| Murolo 34’ | Marcatori | 43’ Salviato 64’ Siligardi 72’ Dionisi |

| Arbitro: | Di Bello (Brindisi) |

|                                         |           |                        |
| Emerson 9’ Siligardi 29’ Bernardini 69’ | Marcatori | 11’ De Vitis 86’ Galli |

| Arbitro: | Nasca (Bari) |

|                  |           |                                   |
| De Silvestro 67’ | Marcatori | 42’ (rig.) Paulinho 53’ Siligardi |

| Arbitro: | Tommasi (Bassano del Grappa) |

|                                                   |           |                         |
| Siligardi 8’ Emerson 64’ Paulinho 79’ Bigazzi 86’ | Marcatori | 69’ Cori 90’ Spinazzola |

| Arbitro: | Gavillucci (Latina) |

|               |           |  |
| Ardemagni 47’ | Marcatori |  |

| Arbitro: | Cervellera (Taranto) |

|                                  |           |                                   |
| Dionisi 18’ (rig.) Siligardi 53’ | Marcatori | 78’ (rig.) Di Roberto 79’ C. Sosa |

| Arbitro: | Pasqua (Tivoli) |

|                |           |                        |
| Gabionetta 39’ | Marcatori | 21’ Luci 87’ Siligardi |

| Arbitro: | Ciampi (Roma) |

|                     |           |                                                                 |
| Paulinho 89’ (rig.) | Marcatori | 13’ (rig.) Di Gennaro 41’ Bovo 46’ Sansovini 55’, 85’ Antenucci |

| Arbitro: | Ostinelli (Como) |

|           |           |                               |
| Adejo 35’ | Marcatori | 40’, 89’ Dionisi 74’ Paulinho |

| Arbitro: | Nasca (Bari) |

|  |           |                        |
|  | Marcatori | 71’ Cacia 89’ Martinho |

| Arbitro: | Velotto (Grosseto) |

|                |           |  |
| Ceccherini 59’ | Marcatori |  |

| Arbitro: | Borriello (Mantova) |

|              |           |                |
| A. Volpe 90’ | Marcatori | 38’ Belingheri |

| Arbitro: | Mariani (Aprilia) |

|                                     |           |            |
| Dionisi 6’ (rig.) Schiattarella 58’ | Marcatori | 72’ Fedato |

| Arbitro: | Tommasi (Bassano del Grappa) |

|              |           |                                                                      |
| Feczesin 71’ | Marcatori | 58’ Schiattarella 70’ Paulinho 83’ (rig.) Siligardi 87’ Dell'Agnello |

| Arbitro: | Merchiori (Ferrara) |

|                              |           |  |
| Belingheri 12’ Siligardi 90’ | Marcatori |  |

| Arbitro: | Ostinelli (Como) |

|  |           |              |
|  | Marcatori | 90’ Paulinho |

| Arbitro: | Candussio (Cervignano del Friuli) |

|                                                     |           |  |
| Paulinho 26’ Siligardi 50’ Meola 81’ Belingheri 85’ | Marcatori |  |

| Arbitro: | Palazzino (Ciampino) |

|                                  |           |                                  |
| Castiglia 26’, 35’ Di Matteo 55’ | Marcatori | 15’, 63’ Belingheri 74’ Paulinho |

| Arbitro: | Giancola (Vasto) |

|                                 |           |           |
| Brosco 45’ (aut.) Siligardi 76’ | Marcatori | 23’ Fazio |

| Brescia 23 dicembre 2012, ore 15:00 CET 20ª giornata | Brescia            | 0 – 0 referto | Livorno | Stadio Mario Rigamonti\| Arbitro: \| Baracani (Firenze) \| |
| Arbitro:                                             | Baracani (Firenze) |               |         |                                                            |

| Arbitro: | Ciampi (Roma) |

|                                         |           |                             |
| Siligardi 54’ Paulinho 66’ Salviato 78’ | Marcatori | 5’ Catellani 10’ T. Bianchi |

#### Girone di ritorno
| Arbitro: | Pinzani (Empoli) |

|                           |           |                                 |
| Dionisi 45’ Siligardi 75’ | Marcatori | 46’ Cellini 68’ (rig.) Dicuonzo |

| Padova 26 gennaio 2012, ore 15:00 CET 23ª giornata | Padova               | 0 – 0 referto | Livorno | Stadio Euganeo\| Arbitro: \| Cervellera (Taranto) \| |
| Arbitro:                                           | Cervellera (Taranto) |               |         |                                                      |

| Arbitro: | Gavillucci (Latina) |

|                            |           |  |
| Paulinho 71’ Siligardi 82’ | Marcatori |  |

| Arbitro: | Tommasi (Bassano del Grappa) |

|                        |           |                   |
| Tavano 35’ Pratali 86’ | Marcatori | 17’ Schiattarella |

| Arbitro: | Giancola (Vasto) |

|                    |           |                             |
| Dionisi 49’ (rig.) | Marcatori | 32’ Lazarević 85’ Ardemagni |

| Arbitro: | Velotto (Grosseto) |

|  |           |                                 |
|  | Marcatori | 21’ Paulinho 37’ (rig.) Dionisi |

| Arbitro: | Pairetto (Nichelino) |

|              |           |                                 |
| Paulinho 27’ | Marcatori | 43’ (rig.) Gabionetta 64’ Ciano |

| Arbitro: | Di Bello (Brindisi) |

|                  |           |                    |
| S. Benedetti 62’ | Marcatori | 4’, 50’ Belingheri |

| Arbitro: | Merchiori (Ferrara) |

|                                      |           |                                     |
| Dionisi 39’ (rig.), 62’ Paulinho 43’ | Marcatori | 33’ Rizzato 73’ Gerardi 80’ Barillà |

| Arbitro: | Tommasi (Bassano del Grappa) |

|              |           |              |
| Martinho 35’ | Marcatori | 10’ Paulinho |

| Cesena 19 marzo 2013, ore 20:45 CET 32ª giornata | Cesena              | 0 – 0 referto | Livorno | Stadio Dino Manuzzi\| Arbitro: \| Gavillucci (Latina) \| |
| Arbitro:                                         | Gavillucci (Latina) |               |         |                                                          |

| Arbitro: | Pasqua (Tivoli) |

|                             |           |  |
| Belingheri 36’ Paulinho 67’ | Marcatori |  |

| Arbitro: | Di Paolo (Avezzano) |

|            |           |                |
| Fedato 87’ | Marcatori | 15’ Belingheri |

| Arbitro: | Roca (Foggia) |

|                                     |           |  |
| Paulinho 1’ Emerson 21’ Bigazzi 90’ | Marcatori |  |

| Arbitro: | Candussio (Cervignano del Friuli) |

|            |           |                                        |
| Ebagua 48’ | Marcatori | 11’, 31’ Belingheri 90’ (rig.) Dionisi |

| Arbitro: | Irrati (Pistoia) |

|            |           |                         |
| Duncan 87’ | Marcatori | 25’, 63’, 90’ Seferović |

| Arbitro: | La Penna (Roma) |

|  |           |                               |
|  | Marcatori | 13’, 63’ (rig.), 70’ Paulinho |

| Arbitro: | Ostinelli (Como) |

|                         |           |  |
| Dionisi 4’ Paulinho 63’ | Marcatori |  |

| Arbitro: | Baracani (Firenze) |

|             |           |                |
| Carcuro 90’ | Marcatori | 58’ Belingheri |

| Arbitro: | Candussio (Cervignano del Friuli) |

|                                 |           |  |
| Belingheri 11’, 25’ Dionisi 58’ | Marcatori |  |

| Arbitro: | Ostinelli (Como) |

|               |           |  |
| Missiroli 90’ | Marcatori |  |

### Play-off

#### Semifinali
| Arbitro: | Ciampi (Roma) |

|                     |           |              |
| And. Caracciolo 36’ | Marcatori | 51’ Paulinho |

| Arbitro: | Di Bello (Brindisi) |

|              |           |            |
| Paulinho 65’ | Marcatori | 56’ Corvia |

#### Finali
| Arbitro: | Irrati (Pistoia) |

|            |           |            |
| Tavano 30’ | Marcatori | 72’ Duncan |

| Arbitro: | Tommasi (Bassano del Grappa) |

|              |           |  |
| Paulinho 32’ | Marcatori |  |

### Coppa Italia
| Arbitro: | La Penna (Roma) |

|                             |           |               |
| Dionisi 28’ (rig.) Luci 63’ | Marcatori | 52’ Germinale |

| Arbitro: | Valeri (Roma) |

|                                     |           |                     |
| Siligardi 55’, 57’ Dionisi 68’, 90’ | Marcatori | 45’ (rig.) Clementi |

| Arbitro: | Mariani (Aprilia) |

|              |           |  |
| Pasquato 35’ | Marcatori |  |

## Statistiche

### Statistiche di squadra
| Competizione | Punti | In casa | In casa | In casa | In casa | In casa | In casa | In trasferta | In trasferta | In trasferta | In trasferta | In trasferta | In trasferta | Totale | Totale | Totale | Totale | Totale | Totale | DR  |
| Competizione | Punti | G       | V       | N       | P       | Gf      | Gs      | G            | V            | N            | P            | Gf           | Gs           | G      | V      | N      | P      | Gf     | Gs     | DR  |
| ------------ | ----- | ------- | ------- | ------- | ------- | ------- | ------- | ------------ | ------------ | ------------ | ------------ | ------------ | ------------ | ------ | ------ | ------ | ------ | ------ | ------ | --- |
| Serie B      | 80    | 21      | 13      | 3       | 5       | 44      | 29      | 21           | 10           | 8            | 3            | 33           | 18           | 42     | 23     | 11     | 8      | 77     | 47     | +30 |
| Play-off     |       | 2       | 1       | 1       | 0       | 2       | 1       | 2            | 0            | 2            | 0            | 2            | 2            | 4      | 1      | 3      | 0      | 4      | 3      | +1  |
| Coppa Italia |       | 2       | 2       | 0       | 0       | 6       | 2       | 1            | 0            | 0            | 1            | 0            | 1            | 3      | 2      | 0      | 1      | 6      | 3      | +3  |
| Totale       | -     | 25      | 16      | 4       | 5       | 52      | 32      | 24           | 10           | 10           | 4            | 35           | 21           | 49     | 26     | 14     | 9      | 87     | 53     | +34 |

### Statistiche dei giocatori[7]
| Giocatore        | Serie B  | Serie B | Serie B     | Serie B    | Play-off | Play-off | Play-off    | Play-off   | Coppa Italia | Coppa Italia | Coppa Italia | Coppa Italia | Totale   | Totale | Totale      | Totale     |
| Giocatore        | Presenze | Reti    | Ammonizioni | Espulsioni | Presenze | Reti     | Ammonizioni | Espulsioni | Presenze     | Reti         | Ammonizioni  | Espulsioni   | Presenze | Reti   | Ammonizioni | Espulsioni |
| ---------------- | -------- | ------- | ----------- | ---------- | -------- | -------- | ----------- | ---------- | ------------ | ------------ | ------------ | ------------ | -------- | ------ | ----------- | ---------- |
| L. Belingheri    | 35       | 14      | 7           | 0          | 3        | 0        | 2           | 0          | 2            | 0            | 0            | 0            | 40       | 14     | 9           | 0          |
| A. Bernardini    | 41       | 1       | 8           | 0          | 3        | 0        | 0           | 0          | -            | -            | -            | -            | 44       | 1      | 8           | 0          |
| T. Biasci        | 1        | 0       | 0           | 0          | -        | -        | -           | -          | -            | -            | -            | -            | 1        | 0      | 0           | 0          |
| M. Bigazzi       | 10       | 2       | 0           | 0          | -        | -        | -           | -          | 3            | 0            | 0            | 0            | 13       | 2      | 0           | 0          |
| F. Ceccherini    | 27       | 1       | 4           | 0          | 4        | 0        | 0           | 0          | 3            | 0            | 0            | 0            | 34       | 1      | 4           | 0          |
| G. Cellerino     | 3        | 0       | 1           | 0          | -        | -        | -           | -          | -            | -            | -            | -            | 3        | 0      | 1           | 0          |
| S. Decarli       | 13       | 0       | 2           | 0          | 3        | 0        | 0           | 0          | -            | -            | -            | -            | 16       | 0      | 2           | 0          |
| S. Dell'Agnello  | 15       | 1       | 1           | 0          | -        | -        | -           | -          | 1            | 0            | 0            | 0            | 16       | 1      | 1           | 0          |
| F. Di Bella      | -        | -       | -           | -          | -        | -        | -           | -          | 1            | 0            | 0            | 0            | 1        | 0      | 0           | 0          |
| F. Dionisi       | 35       | 13      | 3           | 0          | 3        | 0        | 1           | 0          | 2            | 3            | 0            | 0            | 40       | 16     | 4           | 0          |
| A. Duncan        | 19       | 1       | 5           | 1          | 4        | 1        | 1           | 0          | -            | -            | -            | -            | 23       | 2      | 6           | 1          |
| Emerson          | 41       | 3       | 6           | 0          | 4        | 0        | 0           | 0          | 1            | 0            | 0            | 0            | 46       | 3      | 6           | 0          |
| V. Fiorillo      | 28       | -26     | 1           | 1          | -        | -        | -           | -          | 1            | 0            | 0            | 0            | 29       | -26    | 1           | 1          |
| G. Gemiti        | 35       | 0       | 4           | 0          | 4        | 0        | 0           | 0          | 3            | 0            | 1            | 0            | 42       | 0      | 5           | 0          |
| S. Gentsoglou    | 30       | 0       | 5           | 0          | 4        | 0        | 0           | 0          | 1            | 0            | 0            | 0            | 35       | 0      | 5           | 0          |
| A. Lambrughi     | 37       | 0       | 7           | 0          | 3        | 0        | 1           | 0          | 2            | 0            | 2            | 1            | 42       | 0      | 10          | 1          |
| A. Luci          | 35       | 1       | 5           | 0          | 4        | 0        | 1           | 0          | 2            | 1            | 1            | 0            | 41       | 2      | 7           | 0          |
| L. Mazzoni       | 17       | -21     | 3           | 1          | 4        | -3       | 0           | 0          | 3            | -3           | 0            | 0            | 24       | -27    | 3           | 1          |
| A. Meola         | 6        | 1       | 0           | 0          | -        | -        | -           | -          | 2            | 0            | 0            | 0            | 8        | 1      | 0           | 0          |
| A. Molinelli     | 6        | 0       | 2           | 0          | -        | -        | -           | -          | 3            | 0            | 1            | 0            | 9        | 0      | 3           | 0          |
| Paulinho         | 41       | 20      | 6           | 0          | 4        | 3        | 0           | 0          | 2            | 0            | 0            | 0            | 47       | 23     | 6           | 0          |
| A. Piccolo       | 8        | 0       | 0           | 0          | -        | -        | -           | -          | 1            | 0            | 0            | 0            | 9        | 0      | 0           | 0          |
| J. Prutsch       | 4        | 0       | 1           | 0          | -        | -        | -           | -          | 1            | 0            | 0            | 0            | 5        | 0      | 1           | 0          |
| L. Remedi        | 3        | 0       | 0           | 1          | -        | -        | -           | -          | 1            | 0            | 0            | 0            | 4        | 0      | 0           | 1          |
| S. Salviato      | 34       | 2       | 3           | 0          | 1        | 0        | 0           | 0          | 3            | 0            | 1            | 0            | 38       | 2      | 4           | 0          |
| P. Schiattarella | 34       | 3       | 10          | 0          | 4        | 0        | 0           | 0          | 1            | 0            | 0            | 0            | 39       | 3      | 10          | 0          |
| L. Siligardi     | 22       | 13      | 2           | 0          | -        | -        | -           | -          | 3            | 2            | 1            | 0            | 25       | 15     | 3           | 0          |
| A. Vacca         | 2        | 0       | 1           | 0          | -        | -        | -           | -          | -            | -            | -            | -            | 2        | 0      | 1           | 0          |